# Louis Donvil
Louis Donvil (né le 10 mars 1882 à Diest et mort le 30 juin 1970 dans la même ville) est un sénateur socialiste belge. Il fut secrétaire (1929-), ensuite président (-1940) de la section locale du Parti ouvrier belge à Diest.
Ancien combattant de la Première Guerre mondiale, Donvil fut tonnelier.
Il fut élu conseiller communal de Diest (1939-1949), sénateur provincial de la province de Brabant (1936-1946), ensuite sénateur de l'arrondissement de Louvain (1946-1949).

## Sources
- Biographie sur odis.be